# بريان والترز
بريان والترز (بالإنجليزية: Bryan Walters)‏ هو لاعب كرة قدم أمريكية أمريكي، ولد في 4 نوفمبر 1987 في بوثيل في الولايات المتحدة.

## وصلات خارجية
- بريان والترز على موقع مرجع كرة القدم المحترفة.كوم (الإنجليزية)